# Eurysternus aeneus
Eurysternus aeneus là một loài bọ cánh cứng trong họ Bọ hung (Scarabaeidae).